# Философска антропология
Философска антропология (от философия и антропология; философия на човека) обикновено се разбира в два смисъла: 1) в широк смисъл това е философско учение за природата и същността на човека; 2) в тесен — това е направление (школа) в западноевропейската философия (преимуществено немска) от първата половина на 20 век, изхождащо от идеите за жизнена философия на Дилтай, феноменологията на Хусерл и други, която се стреми към създаването на общо изследване за човека чрез използването и тълкуването на изследванията на различни науки като психология, биология, етология, социология, също религия и др.
Класици на съвременната философска антропология са Макс Шелер и Хелмут Плеснер, които през 20-те години на ХХ век оформят новия облик на философската антропология, която има предистория в немското философстване върху човека в епохата на Просвещението.
Философска антропология или още антропологична философия е дисциплина, занимаваща се с въпроси от метафизиката и феноменология на човешката личност, както и междуличностните отношения.
Августин е бил един от първите християнски древни латински философи и автори с много ясна антропологическа идея. Не е ясно дали оказва влияние върху Макс Шелер-основател на философската антропология като самостоятелна дисциплина или на някои от неговите последователи.
Августин вижда човешкото същество като идеално единство между две субстанции, а именно душа и тяло. В тази антропологическа гледна точка той е бил много по-близо до идеите на Аристотел отколкото до Платон.
| „ | “Caro tua, coniux tua” | “ |

 – „Твоето тяло е твоята жена“, казва Августин. Той определя брака като идеалното единство „тяло-душа“. Те са категорично две различни неща: тялото е триизмерен обект, съставен от четири елемента, а душата все още няма пространствени измерения. Тя е ral субстанция, участваща в разума, можещ да управлява тялото. Августин влагал прекалено много усилия да обясни метафизиката на съюза на душата и тялото в подробности, както Платон и Декарт. Достатъчно е било за него да се знае, че те са метафизичски различни. За да бъде човек, той трябва да притежава душа и тяло, а душата е по-висша от тялото. Това последно твърдение се основава на йерархична му класификация на нещата: тези, които просто съществуват; тези, които съществуват и живеят; тези, които съществуват, живеят и имат интелект или причина.
Философска антропология преди да е създадена като отделна философска дисциплина през 1920 година, се очертава като постсредновековна мисъл стремяща се от освобождаване от „оковите“ на християнската религия и Аристотеловите традиции. Началото на това отделяне, характерно за модерността, получава началото си от Картезианския скептицизъм формулиран от Декарт в първите две „Размишления на първата философия“ от 1641 година.
Имануел Кант преподава своите първи лекции по антропология. Той специално разработва концепция за прагматичната антропология, според която човешкото същество се изучава като независим елемент. И в същото време неговата дисциплина е по-скоро емпирична отколкото строга философска дисциплина. И философският труд, и антропологическият труд на Кант оказват силно влияние в тази област през XIX и XX век. След Кант, Лудвиг Фойербах е считан за философа с най-голямо влияние във философската антропология. През XIX век важен принос има от германски идеалисти като Фихте, Шелинг и Хегел, както и от Сьорен Киркегор. От края на 19 век до началото на 20 век, влиятелни участници са били Фридрих Ницше, Джон Дюи и Рудолф Щайнер.
През 20-те години на XX век философската антропология се обособява като самостоятелна философска дисциплина и влиза в силна конкуренция с други традиционни под-дисциплини като епистемология, етика, метафизика, естетика. Това е опит да се обединят коренно различни начини на разбиране на поведението на хората, техните социални среди и като създатели на собствените си ценности. Един от основоположниците на философската антропология е Макс Шелер, германски философ. Противопоставя материалното учение за ценностите на формалната етика на Кант. Ясно и точно изразяване получават идеите на философската антропология във философията на Шелер. Той заявява, че „в едно недвусмислено разбиране всички централни проблеми на философията трябва да бъдат върнати към въпроса какво е човекът и какво метафизическо място и положение заема той в целостта на битието, на света, на бога“. За Шелер философската антропология е онази основополагаща дисциплина, която трябва да послужи като фундамент не само във философията, но и на човешкото познание въобще.
Творческият път на Макс Шелер е забележителен и сам по себе си и по отношение съдбата и развитието на философската антропология. За него говорят като за една своеобразна фигура на философския фон на Германия, често менящ своите философски възгледи. Шелер не се вмества в представите за традиционен мислител от типа на Кант. Учениците му го сравняват със Сократ и Платон. Изследователите му го наричат „католическия Ницше“. Централен проблем в неговата философия е човешката личност, човекът.
Съвременната философска антропология трябва да покаже как се трансформират конкретните научни знания във философското определяне и разбиране на човека.
Голяма част от философите през историята на философията може да се каже, че „имат“ отличителна антропология, която подкрепя идеята/мисълта им. Антропологията като специфична дисциплина е възникнала по-късно в модерния период като резултат от разработването на методи в областта на философията както феноменологията и екзистенциализма. Първива такава диспциплина, която черпи енергия от методическото отражение на човешкия опит (първият човек, перспективи) както от философския личен опит. Естествено подпомогнати появата на философски изследвания на човешката природа и човешкото състояние.
Главната цел на това изследване е да се проследят междуличностните отношения, в които интерсубективността е основна тема. Интерсубективността е изучаването на това как двама души, субектите, чиито преживявания и интерпретации на света са коренно различни се разбират и отнасят един към друг. Антропологията започна да се измества в посока проучвания на интерсубективността и други екзистенциални или феноменологични теми. Изследванията на езика са също така придобиват ново значение в областта на философията и социологията поради тесните езикови връзки с въпроса за интерсубективността.
Ернст Касирер, германски философ, културолог и историк, главен представител на марбургската школа по неокантианство. Той подробно описва своите философски виждания в томовете си със заглавие "Философия на символичните форми“ оказал особено влияние в областта на философската антропология през 1940-1960 г.
През 1953 г. бъдещият папа Карол Войтила- Йоан Павел II защитава професура на тема „Оценка на възможността за намиране на католическа етика в етичната система на Макс Шелер“ в Католическия университет в Люблин. Oграничавайки се до ral произведения на Шелер, които той е написал преди да отхвърли католицизма и юдео-християнската традиция през 1920 г. Войтила използва Шелер като пример, че феноменологията може да бъде съгласувана с католицизма. Някои автори твърдят, че той е повлиян от философската антропология.
Философската антропология е значима част от европейската теоретична мисъл на 20 век. Една от основните и задачи е да отговори на въпроса „какво представлява човекът“? За определяне мястото му философската антропология трябва да го сравни с други живи същества-съпоставя го най-вече с животното. Едни учени отричат всякаква оригиналност на човека, други твърдят, че той е напълно различен от своите предшественици.
|  | Тази страница частично или изцяло представлява превод на страницата „Философская антропология“ в Уикипедия на руски. Оригиналният текст, както и този превод, са защитени от Лиценза „Криейтив Комънс – Признание – Споделяне на споделеното“, а за съдържание, създадено преди юни 2009 година – от Лиценза за свободна документация на ГНУ. Прегледайте историята на редакциите на оригиналната страница, както и на преводната страница, за да видите списъка на съавторите. ВАЖНО: Този шаблон се отнася единствено до авторските права върху съдържанието на статията. Добавянето му не отменя изискването да се посочват конкретни източници на твърденията, които да бъдат благонадеждни. |